# Климлево
Климлево — деревня в Великоустюгском районе Вологодской области.
Входит в состав Шемогодского сельского поселения, с точки зрения административно-территориального деления — в Шемогодский сельсовет.
Расстояние по автодороге до районного центра Великого Устюга — 29 км, до центра муниципального образования Аристово — 13 км. Ближайшие населённые пункты — Сондас, Угол, Козлово, Лучнево, Вепрево, Павшино.
По переписи 2002 года население — 10 человек.